# Zeami Motokijo
Zeami Motokijo (japonsky 世阿弥 元清), také zvaný Kanze Motokijo (japonsky 観世 元清), (cca 1363 – cca 1443) byl japonský estetik, herec a dramatik.
Kromě brilantních her a své přední teoretické práce, Fúši kaden (風姿花伝), Zeami napsal také instruktáž pro herce a ustavil divadlo Nó jako respektovanou divadelní formu. Jeho knihy nejsou pouhými návody, ale také statěmi založenými na duchovní kultuře Japonska.
Zeami byl vychován otcem, který byl rovněž hercem. Společně pracovali na vybudování divadla Nó. Zeami napsal přes padesát her.